# Hacı I Giray
Hacı I Giray (abans Hadjdji Giray) (? - 1466) fou el fundador de la dinastia genguiskànida de kans de Crimea anomenada Dinastia Giray. Apareix a les monedes com Hadjdji Kerey ibn Ghiyath al-Din Khan. Era net de Tash Timur i fill de Ghiyath al-Din Khan, del qual un suposat germà, Dewletberdi, era kan a Solghat el 1429. A les fonts poloneses s'esmenta el seu naixement a Troki a Lituània on sembla que vivien els seus ancestres, descendents de Toktamish, que s'havia refugiat a terres lituanes on foren protegits contra els kans de Sarai que tenien el suport del poderós cap militar (amir) Edigu.
Sembla que el príncep Witold (mort el 1430) i els seus successors, li van donar suport per apoderar-se de terres a Crimea i per mantenir-les. La situació va coincidir amb una emigració cap a l'oest, seguint la costa de la mar Negre i cap a Crimea, de les tribus dels shirin, khongurat i barin que donaven suport a l'Horda d'Or; amb el seu ajut Dewletberdi i Ulugh Muhammad van intentar dominar els territoris de l'Horda d'Or; Hadjdji en canvi va intentar dominar només Crimea i rodalia i va obtenir el suport del cap dels shirin, Tekine Mirza, i rival tradicional dels descendents d'Edigu.
La seva pujada al tron és incerta; segons unes fonts es va apoderar de Crimea el 1428 i segons altres el 1433-1434, però no apareixen monedes seves fins al 1441, i no és segur que entre 1428 i 1441 tingués el domini permanent de la regió. L'estiu de 1433 el seu vassall el príncep Alexis de Mangup, es va apoderar de Cèmbalo (Balaklava); ell mateix apareix lluitant com a kan el 1433 i 1434 contra els genovesos de Feodòssia o Kefe; com havien fet abans els kans de l'Horda d'Or, considerava els ports genovesos com a part de la seva sobirania. Per fer front a la seva amenaça els genovesos van enviar a Kaffa a Carolo Lomellino amb sis mil homes. Lomellino va reconquerir Cembalo i va atacar la base d'Hadjdji que era a Solghat (Eski-Kirim) però en el trajecte fou atacat per sorpresa (juliol de 1434) i derrotat. Va atacar Kefe però per manca de vaixells i artilleria no la va poder conquerir. Llavors va provar d'organitzar el comerç des dels ports de Solghat, Kerč i Inkermann que dominava.
Es pensa que el kan de Saray (Horda d'Or) Sayyid Ahmad I, hauria reconquerit Crimea i que Hadjdji va tardar anys a recuperar tota regió (potser l'agost de 1449) amb ajut de Casimir IV de Polònia, però no hi ha dubte que dominava almenys una part després del 1441, ja que d'aquesta data i de 1443 es coneixen monedes emeses a Kirim (Krim) i a Kirk-yir i les fonts genoveses esmenten la victòria d'Hadjdji sobre Sayyid Ahmad la primavera del 1442. El 1445 es va concertar una aliança amb Casimir IV de Polònia i una estreta cooperació amb Polònia i Lituània fou l'eix de la seva política posterior com ja ho havia estat abans. El 1452 quan Sayyid Ahmad atacava Polònia el va atacar per la rereguarda i el va derrotar. Segons el yarligh de 8 de març de 1453 la seva capital (orda-i muazzam saray) era a Kirk-yir i els seus dominis s'estenien per Kirk-yir, Kirim (Solghat), Kefe, Mirmekion, Taman, Kabarda i Kiptxak; les forces tribals dels kirim tumani estaven formades entre sis i set mil homes sota el comandament del beg dels shirin, que aleshores era Iminek Beg; la tribu del Dash-i Kiptxak li era hostil.
El 1454 va fer un pacte amb el sultà otomà Mehmet II que acabava de conquerir Constantinoble (1453), pel qual havia d'atacar Kefe i expulsar els genovesos amb suport de la flota otomana. Va atacar la ciutat amb set mil homes per terra (14 de juliol de 1454) però fou rebutjat i es va haver de conformar amb un tribut de 1.200 peces d'or a l'any; el 1455 Sayyid Ahmad I de l'Horda d'Or va atacar Podòlia i Hacı I el va atacar i el va forçar a retirar-se. Sayyid Ahmad va fugir amb els seus nou fills i altres prínceps cap a Kiev; el palatí i capità de Lemberg, Andreu Odiowasz, va marxar contra ell a petició de Casimir IV Jagelló i el va fer presoner però el poble de Kiev va atacar al grup i va matar als tàtars que van caure a les seves mans. Sayyid Ahmad es va salvar i va ser enviat a Kovno on va morir miserablement poc després.
El 1456 els genovesos van poder girar als caps tribals de Crimea contra Hacı que fou deposat el 1456 i proclamat al seu lloc el seu fill Haydar Giray, que als pocs mesos va haver de fugir i el seu pare va recuperar el poder. Potser escarmentat, en endavant va tenir bones relacions amb els genovesos.
Hacı I Giray va oferir a Casimir posar tots els tàtars al seu servei a canvi d'un tribut de deu mil florins, cosa que fou acceptada, però com que el tribut no es va pagar regularment no va tenir efectes. Es diu que el kan va arribar fins i tot a cedir Rússia a Polònia (1461). El 1465 el papa Pau II va enviar com ambaixador a Crimea al franciscà i patriarca d'Antioquia Lluís de Bolonya amb missió de demanar suport per la croada que preparava l'emperador Frederic III del Sacre Imperi Romanogermànic contra els turcs, petició compromesa. Hacı havia mostrat extraordinària tolerància envers els cristians i havia arribat a oferir regals a la Verge a la ciutat i muntanya de Kierkel a Crimea, però no tenia interès a enfrontar-se als poderosos otomans.
Quan Ahmad Khan de l'Horda d'Or va atacar Moscou l'agost-setembre de 1465, Hadjdji el va atacar prop del riu Don i el va forçar a retirar-se.
Va morir al final de l'estiu del 1466 i fou enterrat a la tomba dels seus ancestres a Saladjik, prop de Simferòpoll (Baghčesaray). Va deixar vuit fills: Devletyar, Nur Devlet Khan (Nur Devlet), Haydar Giray Khan (Haidar Khan), Kutluz-zaman (Kutlugh Seman), Kildish, Mingli Giray Khan (Meñli I Giray), Yamghurdji (Yamgurchi) i Ozdemir (Ustimur)
Es coneixen monedes de 1441, 1443, 1445, 1462 i 1466 emeses a Kirim (Krim) i de 1443, 1454 i 1462 a Kirk-yir.